# Comuna Vodîcikî, Hmelnîțkîi
Vodîcikî (în ucraineană Водички) este o comună în raionul Hmelnîțkîi, regiunea Hmelnîțkîi, Ucraina, formată din satele Klîmkivți și Vodîcikî (reședința).

## Demografie
Componența lingvistică a comunei Vodîcikî
     Ucraineană (96,75%)
     Rusă (3,11%)
Conform recensământului din 2001, majoritatea populației comunei Vodîcikî era vorbitoare de ucraineană (96,75%), existând în minoritate și vorbitori de rusă (3,11%).